# Viktor Tischler
Viktor Tischler (geboren 24. Juni 1890 in Wien; gestorben 25. Februar 1951 in Beau-lieu-sur-Mer) war ein jüdischer österreichischer Maler, der vor den Nationalsozialisten in die USA emigrierte

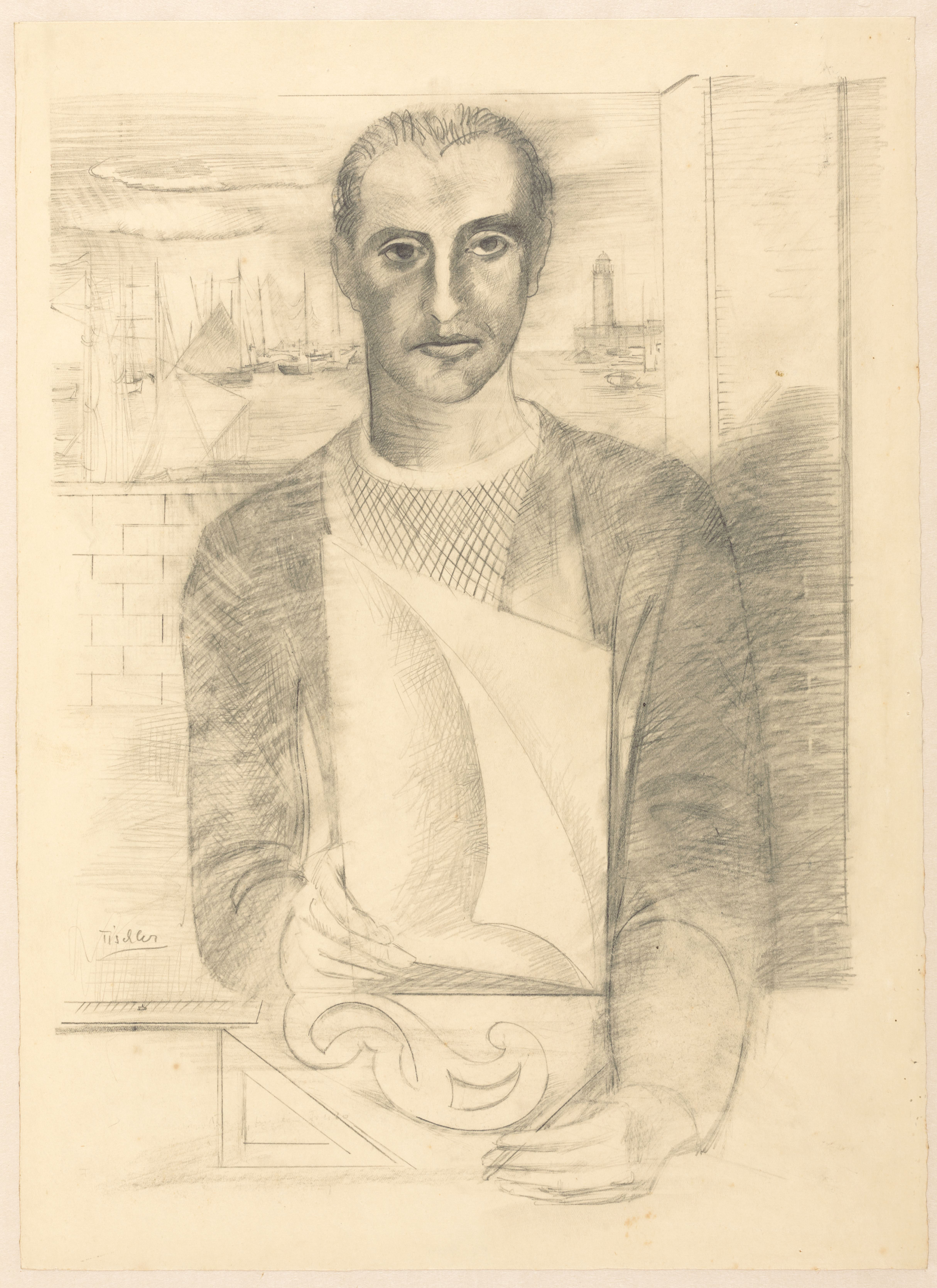
Selbstporträt

## Leben und Werk
Tischler entstammte einer wohlsituierten Wiener jüdischen Familie. Er erhielt ab 1904 beim jüdischen Maler David Kohn (1861–1922) in dessen privater Wiener Mal- und Zeichenschule seinen ersten Malunterricht. Von 1907 bis 1912 studierte er bei Rudolf Bacher und Franz Rumpler an der Wiener Akademie der bildenden Künste. Dabei wurde er besonders von Bacher, der Tischlers Begabung für das Porträt erkannte, gefördert. Nach dem Studienabschluss unternahm Tischler Studienreisen nach Frankreich, Italien und in die Niederlande. Danach arbeitete er als freischaffender Maler in Wien. 1917 heiratete er die Wiener Opernsängerin Mathilde Ehrlich. 1918 wurde ihre Tochter Marianne Manina Tischler geboren.
In seiner Frühzeit als Maler gestaltete Tischler vor allem repräsentative Porträts, so des befreundeten Malers Max Oppenheimer und des Wiener Bankiers und Kunstsammlers Felix Steinitz. 1924 veröffentlichte er im Wiener Verlag Carl Konegen mit einem Geleitwort von Richard Specht die Mappe Max Reinhardt und seine Schauspieler mit 20 Lithografien, u. a. von Wilhelm Dieterle, Egon Friedell und Paul Hartmann. Daneben schuf er Genrebilder und Stillleben. Außerdem zeichnete er für Zeitschriften, u. a. für das Magazin „für Theater und Gesellschaft“ Die Bühne, Der Querschnitt und Das Zelt. Blätter für gestaltendes Schaffen. Diese eher unpolitische Münchner Kunstzeitschrift wollte laut Impressum „ein fortlaufendes und farbiges Bild von den geistigen Tätigkeiten des Judentums in Vergangenheit und Gegenwart geben und damit seinen Beitrag zur allgemeinen Kultur objektiv darstellen.“
Künstlerisch war Tischler um 1920 noch vom französischen Impressionismus sowie Cézanne und van Gogh beeinflusst, ehe er ab 1923 zunehmend durch die Werke August Mackes und Ernst Ludwig Kirchners geprägt wurde. Mitte der 20er Jahre näherte er sich an die Neue Sachlichkeit an. 1923 erwarb die Österreichische Galerie Belvedere das Bildnis der Gattin des Künstlers (1914, Öl auf Leinwand, 56 × 38 cm).
1926 beteiligte Tischler sich als Mitglied des neu gegründeten Breslauer Vereins „Farbige Stadt“ in Breslau an dessen erster Ausstellung. Der Verein widmete sich der farbigen Neubelebung der Städte. Ihm gehörten u. a. auch Hans Leistikow und Käthe Schuftan an. Tischler zeigte dort Entwürfe, wonach er die Breslauer Elisabethkirche „blau-rot-weiß und den Hauptstraßenzug auf der einen Seite kobaltblau, auf der anderen zinnoberrot anstreichen möchte…“
1928 zog Tischler mit seiner Familie in das für Künstler interessante Paris. Dort nahm er seinen Hauptwohnsitz und arbeitete er als freischaffender Künstler. Unter dem Einfluss der modernen Kunstströmungen in Paris machte er „eine starke Wandlung in Formung und Farbgebung“ durch.
1937 wurden im Rahmen der deutschlandweiten konzertierten Aktion „Entartete Kunst“ aus der Anhaltinischen Gemäldegalerie Dessau seine Druckgrafiken Betender und Selbstbildnis (1920/1923, Radierung, 21 × 16,7 cm) beschlagnahmt und vernichtet.
Nach dem Überfall Deutschlands auf Frankreich war Tischler von 1940 bis 1941 in Südfrankreich im Camp des Milles interniert. Dort erwarb der kunstsinnige Kommandant des Lagers Arbeiten des in Frankreich geschätzten Malers. 1941 gelang Tischler mit Hilfe des Emergency Rescue Committee die Flucht in die USA. Dort lebte er in Mamaroneck und zeitweise bei seiner Tochter in Kalifornien als freischaffender Künstler. 1949 ging er nach Frankreich zurück und nach Cannes.
Nach 1945 schuf Tischler vor allem Landschaften und Marinestücke aus Südfrankreich sowie Ansichten alter Schlösser und Parks.
Werke Tischlers befinden sich in bedeutenden Museen und öffentlichen Sammlungen.

### Mitgliedschaften und politische Aktivitäten
Tischler war 1918 Mitbegründer und der erste Präsident des kurzlebigen Künstlerbunds Neue Vereinigung, zu der u. a. Robert Philippi, Egge Sturm-Skrla (1893–1942), Hildegard Jone und Grete Wilhelm gehörten. Die Vereinigung ging 1919/20 fast vollständig im Hagenbund auf, dem Tischler bis 1938 ebenfalls angehörte.
Nach der Machtergreifung der Nationalsozialisten hatte Tischler in Paris Kontakt zu antifaschistischen österreichischen und deutschen Exilanten, so zu der 1938 von Robert Musil, Alfred Polgar, Emil Alphons Reinhardt, Joseph Roth, Bruno Walter und Franz Werfel gegründeten Liga für das geistige Österreich. 1938 war er einer der Initiatoren des Freien Künstlerbunds, dessen Vorstand er angehörte.

## Ehrungen
- l’offizier d’académie francaise
- 1935: Österreichischer Staatspreis

## Weitere Museen und öffentliche Sammlungen mit Werken Tischlers (unvollständig)
- Amsterdam: Stedelijk Museum
- Den Haag: Kunstmuseum Den Haag
- Rotterdam: Museum Boijmans Van Beuningen
- San Francisco: De Young Museum
- Santa Barbara: Santa Barbara Museum of Art[8]
- Wien: Jüdisches Museum
- Wien: Sammlung der Oesterreichischen Nationalbank
- Youngstown (Ohio): Butler Institute of American Art

## Weitere Werke (Auswahl)
- Stillleben mit Blumenstrauß und Früchten (1923, Öl auf Leinwand, 74 × 23 cm)[9]
- Schiff im Hafen von Genua (1928; Staedelijk Museum Amsterdam)
- Blick auf Florenz (1936, Öl auf Leinwand, 65,3 × 91 cm)[10]

## Ausstellungen (mutmaßlich unvollständig)

### Einzelausstellungen
- 1930: Berlin, Galerie Flechtheim
- 1943: Los Angeles, Stendahl Art Galleries
- 1945: New York, M Knoedler & Co.
- 1946: New York, Passedoit Gallerie
- 1948: New York, Joseph Luyber Galleries
- postum 1982: Wien, Galerie Peithner-Lichtenfels

### Gruppenausstellungen
- 1919: Wien („LIV. Ausstellung der Wiener Secession. II. Teil Künstlerbund "Hagen"“)
- 1930: Chicago, Renaissance Society („Modern Aistrain Painters“)[11]
- 1932: Wien: („Österreichische Bildniskunst der Gegenwart“)
- 1945: New York, Whitney Museum of American Art („European Artists in America“)
- 1981: Wien, Galerie Ariadne („Malerei und Graphik der Zwischenkriegszeit 1918-1938“)
- postum 2008: Wien, Jüdisches Museum („Moderne auf der Flucht. Österreichische KünstlerInnen in Frankreich 1938 – 1945“)

Tischler wird der Verlorenen Generation zugerechnet.

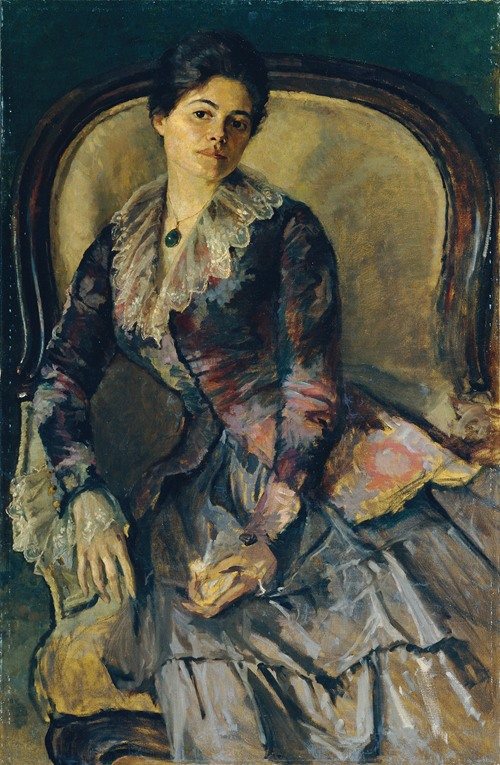
Frau des Künstlers (1914)
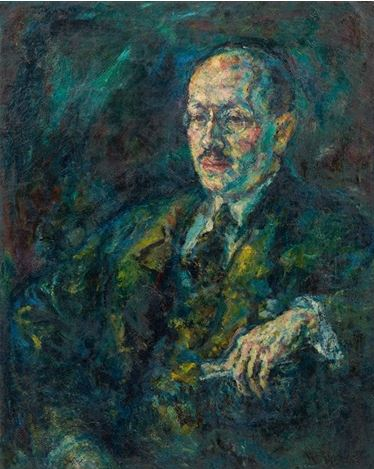
Felix Steinitz (1919)
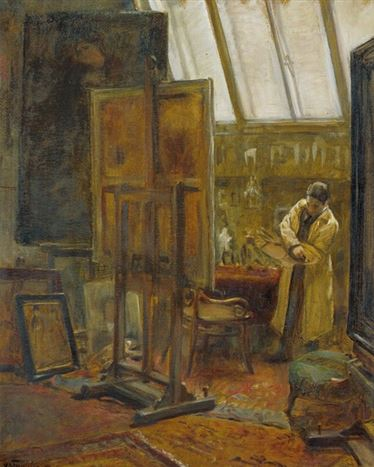
Studio (1911)
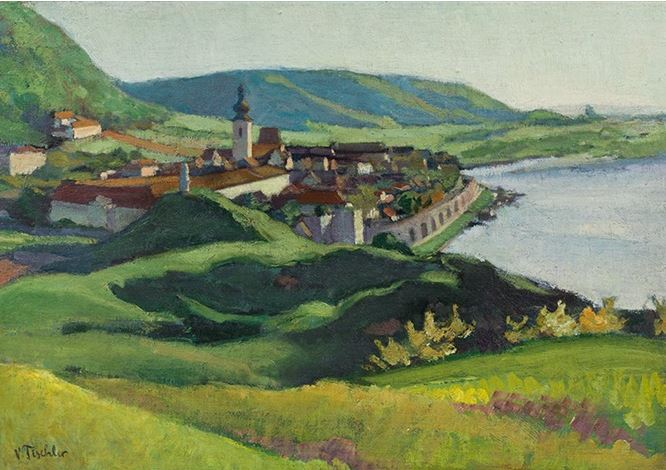
Hainburg an der Donau (1920)
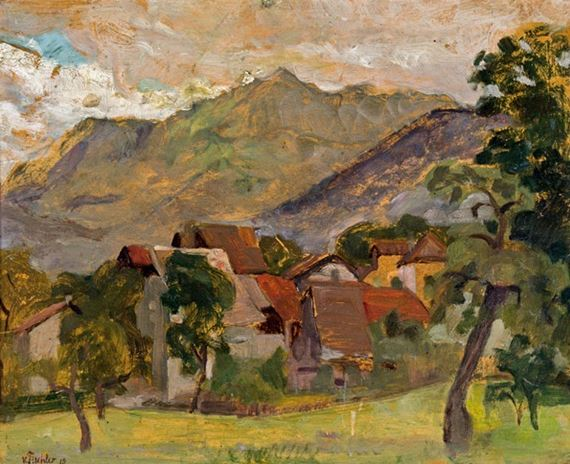
Dorf (1919)